# Ferdinand von Stademann
Wilhelm August Ferdinand von Stademann (* 24. September 1791 in Berlin; † 15. Oktober 1873 in München) war ein deutscher Zeichner, Lithograf und Staatsbeamter.

## Biografie
Ferdinand Stademann erhielt eine Ausbildung als Zeichner und Lithograf. Er reiste in seiner Jugend nach Frankreich, Italien und Spanien. 1810 ging er nach München, wo er 1812 durch Karl Ernst von Gravenreuth in den Staatsdienst kam. 1832 ging er als expedierender Geheimer Sekretär der Regentschaft mit König Otto nach Griechenland. Dort zeichnete er Athen und griechische Landschaften. Sein Hauptwerk war ein vom Nymphaion aus aufgenommenes „Panorama von Athen“, das in einer Serie von 16 Blättern von Carl August Lebschée herausgegeben wurde. Nach seiner Rückkehr nach München wurde er Geheimer Registrator des Königlichen Staatsrats und 1825 in den Adelsstand erhoben. Er war Ritter des Verdienstordens der Bayerischen Krone, des Heiligen Michael, des königlichen Ludwigsordens und Offizier des königlichen griechischen Erlöser-Ordens. Er war verheiratet mit Rosina Ursula Ziegler und hatte einen Sohn Adolf Stademann, der Landschaftsmaler wurde.